# Sahul

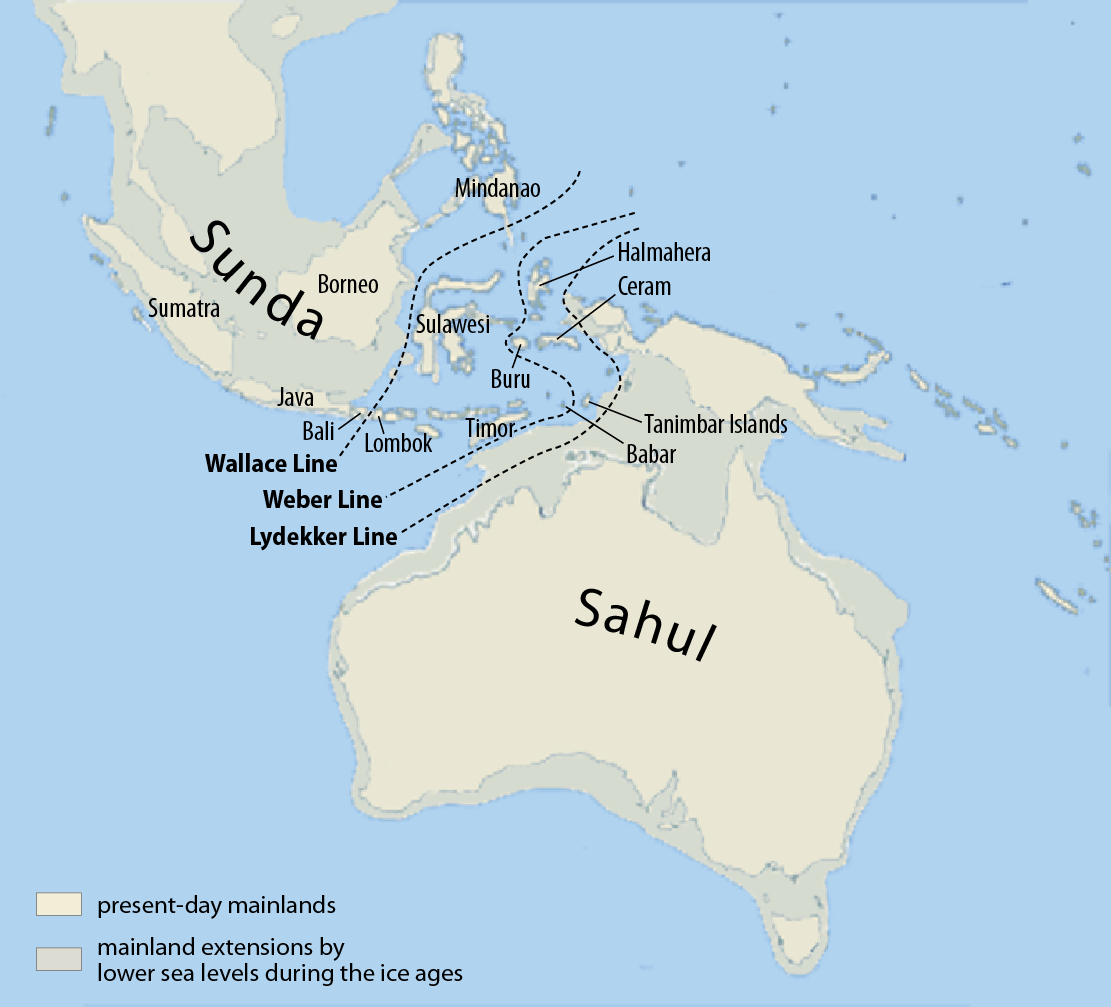
Sahul a Sundaland během zalednění, s patrnou oblastí Wallacey oddělené Wallaceovou a Weberovou linií

Sahul byl prehistorický kontinent, který zahrnoval dnešní pevninskou Austrálii, Novou Guineu, Tasmánii a Aruské ostrovy.
Sahul se rozkládal v jihozápadní části Tichého oceánu, přičemž od severu k jihu byl zhruba definován rovníkem a 44. rovnoběžkou jižní šířky a od západu k východu jej vymezoval 112. a 152. poledník východní délky. Směrem na západ Sahul od Sundalandu oddělovala Wallacea. V době své největší rozlohy, kdy byla hladina oceánu nejnižší, měl Sahul rozlohu přibližně 10 600 000 km², zatímco území Austrálie, Nové Guineje a Tasmánie dnes zahrnuje jen asi 8 500 000 km².
Protože se po poslední době ledové postupně zvyšovala globální teplota a s ní i úroveň mořské hladiny, došlo k postupnému zatopení pevninských mostů a oddělení pevninské Austrálie od Nové Guineje a Tasmánie. Nová Guinea se od australské pevniny oddělila přibližně před 8 000 lety a Tasmánie přibližně před 6 000 lety.
Sahul představoval domov velkému množství endemitní fauny, která se zde vyvíjela nezávisle na zbytku světa. Téměř všichni savci Sahulu byli vačnatci, kteří se zde rozrůznili do četných ekologických forem (býložravci, predátoři, mrchožrouti, ...). Jediní placentální savci, kteří se výrazně rozšířili přes Weberovu linii, byli letouni.
Lidé poprvé kolonizovali Sahul před 45 000 až 60 000 lety, když překonali oceán ze Sundalandu přes Wallaceu. Ze Sahulu se lidé rozšířili po celé Oceánii.